# 三善晃
三善晃（日语：／ Miyoshi Akira，1933年1月10日—2013年10月4日），日本作曲家。

## 概要
出生在東京阿佐谷（即現時東京杉並區）。從小學習鋼琴，小學時跟平井康三郎及池内友次郎學習小提琴及作曲。1953年，他的《單簧管﹑大管﹑鋼琴奏鳴曲》得日本音樂作曲比賽一等獎，1954年他的《小提琴奏鳴曲》得每日音樂獎，《鋼琴與樂隊的協奏交響曲》得第3屆尾高獎和藝術節鼓勵獎。1955年至1958年到巴黎音樂學院深造，跟過梅湘、娜笛亞布蘭潔學習。1960年畢業於東京大學文學部法國文學系。其後擔任東京藝術大學（1963年）及桐朋學院大學講師（1966年）。1972年與西川由紀子結婚。1996年至2004年東京文化會館館長。
三善晃是東京音樂大學名譽教授，音樂評論家三善清達的哥哥。
三善晃與武滿徹、矢代秋雄都是成長於二次大戰期間的作曲家。日本著名作曲家久石讓亦受到三善晃的影響。

## 獲奬
- 1985年藝術選奬文部大臣奖
- 1990年日本藝術院奬
- 1991年东京都文化奖

## 主要作品

### 歌劇
- 遠航（1999/劇本:高橋睦郎）

### 管弦楽
- 鋼琴和樂隊交響協奏曲（1954年）
- 交響三章（1960）
- 鋼琴協奏曲（1962）
- 樂隊協奏曲（1964）
- 決鬥 - 為女高音和樂隊的作品（1964/萩原朔太郎）
- 小提琴協奏曲（1965）
- 馬林巴琴與弦樂隊協奏曲（1969）
- 序曲（1970年）
- 安魂曲（1971年）
- 煙火音樂（1973年）
- 第一大提琴協奏曲（1974）
- 獅子座樂團（1976年）
- 女合唱團和管弦樂團頌詠詩篇（1980年）
- 鎮魂詩 - 向風無字詩（1989）
- 魁響之譜（1991）
- 夏天的散射（1995年）
- 第二大提琴協奏曲（1996）
- 霧中果實（1997）
- 詩鏡（2000）

### 吹奏樂
- 札幌奧運鼓號曲（1972）
- 交響詩曲「富士」（1993）
- TRB-ENS鼓號曲（1995）
- 長岡鼓號曲（1996）
- 鼓號曲（1997）
- 千年鼓號曲（2000年）
- 定音鼓協奏曲《西風》（2002年）

#### 全日本吹奏樂大賽課題曲
- 深層之祭（1988年）
- Cross - By March （1992年）

## 器樂曲
- 單簧管、巴松管和鋼琴奏鳴曲（1953）
- 小提琴與鋼琴奏鳴曲（1954）
- 長笛，大提琴和鋼琴奏鳴曲（1955）
- 鋼琴奏鳴曲（1958年）
- 馬林巴琴組曲 《對話》（1962）
- 第一號弦樂四重奏（1962年）
- 第二弦樂四重奏（1967）
- 致敬II（1971）-長笛，小提琴和鋼琴 -
- 致敬III（1972）-長笛，小提琴和鋼琴 -
- 致敬IV（1973）-長笛，小提琴和鋼琴 -
- 致敬V（1974）-長笛，小提琴和鋼琴 -
- 搖籃曲（1977）
- 弦樂曲（1977）
- 五首吉他樂曲（1985）
- 雙鋼琴樂曲《響象II》（1995年）
- 出陣之譜（1997年） - 日本太鼓合奏 -
- 松本古城太鼓 - 《四季》（1998） - 日本太鼓合奏 -

### 合唱歌曲
- “避免”五男聲合唱（1977）
- 詩篇頌詠 （1985）
- “給上帝的信”馬林巴琴和童聲合唱團（1985/谷川俊太郎）
- “三夜”女聲合唱（1985 /村松英子）
- “五個願望”混聲合唱（1988/谷川俊太郎）
- “生命之歌”男聲合唱和鋼琴二重奏（1993）
- “直到有一天的生活符合宇宙”這首歌曲的合唱團五所川原市（1994年）
- “傳奇”的混聲合唱和鋼琴（1994）
- “愛情不是柔情”混合合唱團（1998 /谷川俊太郎）
- “相遇”混聲合唱和鋼琴（2003 /三善晃）

## 外部連結
- 三善晃（東京Konsa）
- 三善晃作品列表（页面存档备份，存于）